# Ylva Johansson (jurist)
Ylva Christina Johansson, född 17 februari 1956, är en svensk jurist som var lagman i Ångermanlands tingsrätt från 2003 till 2009 och kammarrättspresident i Kammarrätten i Sundsvall från 2016 till 2024.
Johansson utsågs till rådman i Länsrätten i Gävleborgs län 16 november 1995 och till lagman i länsrätten i Västernorrlands län 17 augusti 2000.  Den 18 december 2003 utsågs hon till ordinarie lagman i Ångermanlands tingsrätt efter att från maj 2003 haft en tidsbegränsad anställning som lagman. Johansson utsågs 28 april 2016 till kammarrättspresident i Kammarrätten i Sundsvall med tillträde 22 augusti.